# Bon Scott
Ronald Belford Scott (født 9. juli 1946, død 19. februar 1980) bedre kendt som Bon Scott, var forsanger i den australske rock-gruppe AC/DC. Scott var født i Kirriemuir, Skotland, men hans familie flyttede til Perth i Australien i 1952. Hvert år siden han flyttede til Australien besøgte han Skotland og siden han kom med i bandet AC/DC, har han spillet en velgørenhedskoncert.
Allerede i 1960'erne havde Scott en smule succes med rockgrupperne The Spectors og The Valentines, både som forsanger, og også ind imellem som trommeslager. Begge disse grupper blev startet, og havde deres karrierer i Perth, langt fra Sydney og Melbourne, som var de musikalske hovedstæder i Australien på det tidspunkt så vel som i dag. The Valentines havde et par turnéer rundt omkring i Australien, og indspillede numre af Harry Vanda og George Young fra The Easybeats.
Scott blev forsanger for gruppen Fraternity, en progressive rock-gruppe baseret i Adelaide, lige som de var ved at blive kendte. Gruppen faldt dog hurtigt fra hinanden, og i 1973, efter en turnérække i England, blev projektet lagt på is. Bon Scott gik derefter i gang med at indspille med gruppen Peter Head's Mount Lofty Rangers, og det var på vej hjem fra en af deres øvelser at Scott faldt på sin motorcykel og blev alvorligt skadet. Fraternity blev senere genformet, men Scott mente ikke at han kunne være med til dette – de blev aldrig så succesrige som Scotts senere gruppe.
De følgende år, mens han arbejdede inden for musikverdenen i Adelaide, mødte Scott AC/DC da de var på turné. Gruppen havde Angus og Malcolm Young som hovedpersoner, brødre til Scotts gode ven George Young. Scott blev meget imponeret af gruppens intensitet og rå energi, og gruppen fyrede forsanger Dave Evans for at hyre Scott, som de mente passede bedre ind i AC/DC.
Scott blev fundet død i en af sine venners bil, parkeret udenfor vennens hjem i det sydlige London. Scott var kendt for sine drukture, og det blev erklæret at hans død skyldtes akut alkoholforgiftning. I pressen på dette tidspunkt var der dog (falske) spekulationer om, at han i virkeligheden havde taget en overdosis af stoffer (der blev ikke fundet stoffer i hans krop).
Bon Scotts aske er spredt i Fremantle Cemetery Memorial Garden i den by i Australien hvor han var opvokset.